# هاتفیلد، هرتفوردشر
longitudeهاتفیلد، هرتفوردشرlatitudeهاتفیلد، هرتفوردشر
هاتفیلد، هرتفوردشر (به انگلیسی: Hatfield, Hertfordshire) یک شهرک در بریتانیا است که در Welwyn Hatfield واقع شده‌است.

## خصوصیات
هاتفیلد ۲۹٬۶۱۶ نفر جمعیت دارد.